# Casalarreina
Casalarreina – gmina w Hiszpanii, w prowincji La Rioja, w La Rioja, o powierzchni 8,13 km². W 2011 roku gmina liczyła 1355 mieszkańców.